# Norio Yoshimizu
Norio Yoshimizu (吉水法生; 21 agosto 1946) è un ex calciatore giapponese, di ruolo centrocampista.

## Statistiche

### Presenze e reti nei club
| Stagione | Squadra           | Campionato | Campionato | Campionato |
| Stagione | Squadra           | Comp       | Pres       | Reti       |
| -------- | ----------------- | ---------- | ---------- | ---------- |
| 1969     | Furukawa Electric | JSL        | ?          | ?          |
| 1970     | Furukawa Electric | JSL        | ?          | ?          |
| 1971     | Furukawa Electric | JSL        | ?          | ?          |
| 1972     | Furukawa Electric | JSL1       | ?          | ?          |
|          | Totale            |            | 53         | 6          |